# 五月女
五月女（さおとめ、そうとめ、そおとめ、さつきめ）は、日本人の姓。

## 由来
田に苗を植える五月頃の「早乙女」の変化で、栃木県南部（宇都宮市、小山市）に多い姓。音便化して「そうとめ」と読む場合もある。平家の末裔と伝わる。
- 五月女豊
- 五月女ケイ子
- 五月女結

など